# Институт по полимери
Институтът по полимери е научен институт на Българската академия на науките.
Основната му дейност е в областта на полимерната наука, като това включва фундаментални и приложни изследвания, експертна дейност и обучение на докторанти по специалността „Полимери и полимерни материали“.

## История
През 1973 г. е създадена Централна лаборатория по полимери с директор проф. Марин Михайлов, с което се обособява самостоятелно научно звено за изучаване на полимерите. Преди това тази функция се изпълнява от секция „Химия на високомолекулните съединения“ към Института по органична химия. На 1 март 1990 г. Централната лаборатория по полимери получава статут на институт.
Институтът по полимери е един от учредителите на Централно- и източноевропейската полимерна мрежа (CEEPN). През 2008 г. той поема председателството на мрежата, включваща осем изследователски институти от България, Полша, Румъния, Словения, Словакия, Чехия, Унгария и Украйна.

## Устройство
Институт разполага със следните научноизследователски звена:
- Лаборатория „Амфифилни и йоногенни полимери“;
- Лаборатория „Биологичноактивни полимери“;
- Лаборатория „Полимеризационни процеси“;
- Лаборатория „Полимери със спрежение“;
- Лаборатория „Структура и свойства на полимерите“;
- Лаборатория „Фосфорсъдържащи мономери и полимери“.

Научните изследвания се провеждат в три тематични направления, които са в съответствие с Национална стратегия за развитие на научните изследвания в Република България 2017 – 2030:
- Нови полимери и иновативни полимерни (нано)материали и технологии;
- Полимерни материали с приложение в медицината, фармацията и биотехнологиите;
- Полимерни материали за алтернативни енергийни източници и полимери от възобновяеми и неконвенционални ресурси.